# كامالا شانكار
كامالا شانكار (بالإنجليزية: Kamala Shankar) هي موسيقية هندية، ولدت في 1966.